# Hans Joachim Bogen
Hans Joachim Bogen (* 19. November 1912 in Zeitz; † 2002) war ein deutscher Botaniker und Hochschullehrer.

## Leben
Nach dem Schulabschluss studierte er Botanik, Zoologie und Chemie an der Universität Leipzig und promovierte 1938 zum Dr. rer. nat. Er wurde 1943 Dozent an der Universität Freiburg im Breisgau und wechselte 1949 nach Göttingen und anschließend an die Universität Marburg. 1955 erfolgte seine Ernennung zum ordentlichen Professor an der Technischen Hochschule Braunschweig. Bis 1978 war er dort auch Direktor vom Botanischen Garten. Er war spezialisiert auf Botanik und Zellphysiologie.

## Schriften (Auswahl)
- Die Bedeutung der spezifischen Permeabilitätsreihen für Fragen der Plasma- und Entwicklungsphysiologie. Leipzig 1942.
- Knaurs Buch der modernen Biologie. München 1967.
- Moderne Biologie. Frankfurt am Main 1968.
- Knaurs Buch der Biotechnik: Stuttgart u. a. [1974].
- Gezähmt für die Zukunft. Zürich 1974.